# Cichus (månekrater)
Cichus er et nedslagskrater på Månen. Det befinder sig på Månens forside i den østlige rand af Palus Epidemiarum, og det er opkaldt efter den italienske astronom Franceso D.S. Cichus (1257 – 1327).
Navnet blev officielt tildelt af den Internationale Astronomiske Union (IAU) i 1935. 

## Omgivelser
Cichuskrateret har næsten kontakt med randen af den lavaoversvømmede kraterrest Weiss lige mod nordøst. 

## Karakteristika
Kraterranden er kun lidt nedslidt, omend krateret "Cichus C" ligger over dens sydvestlige del. Dele af den indre væg falder i terrasser, og den vestlige side er noget bredere end den østlige. På kraterbunden ligger der flere små højderygge. En stråle fra det klare Tychokrater mod sydøst passerer tangentialt lige nordøst for kraterranden.

## Satellitkratere
De kratere, som kaldes satellitter, er små kratere beliggende i eller nær hovedkrateret. Deres dannelse er sædvanligvis sket uafhængigt af dette, men de får samme navn som hovedkrateret med tilføjelse af et stort bogstav. På kort over Månen er det en konvention at identificere dem ved at placere dette bogstav på den side af satellitkraterets midte, som ligger nærmest hovedkrateret. Cichuskrateret har følgende satellitkratere:
| Cichus | Længde  | Bredde  | Diameter |
| ------ | ------- | ------- | -------- |
| A      | 34,8° S | 21,4° V | 21 km    |
| B      | 33,2° S | 19,3° V | 14 km    |
| C      | 33,5° S | 21,8° V | 11 km    |
| F      | 35,7° S | 22,4° V | 8 km     |
| G      | 35,5° S | 23,5° V | 23 km    |
| H      | 32,8° S | 22,4° V | 7 km     |
| J      | 32,0° S | 21,3° V | 13 km    |
| K      | 36,6° S | 19,9° V | 6 km     |
| N      | 30,5° S | 21,7° V | 8 km     |

## Måneatlas
- Billeder af Cichuskrateret i LPI-måneatlasset